# Доміцій Александр
Луцій Доміцій Александр (лат. Lucius Domitius Alexander; пом. 311, Африка) — римський узурпатор у 308—311 роках. Проголосив себе імператором, будучи вікарієм (губернатором) провінції Африка. 

## Життєпис
Про дату народження і раннє життя Александра немає даних. Ймовірно, він походив з Фригії (за версією Зосима) або Паннонії (так вважає Аврелій Віктор). Александр займав посаду вікарія римської провінції Африка станом на 308 рік. Зосим стверджував, що він був нездібним керівником і погано виконував свої обов'язки. У той час імператор Максенцій домагався свого визнання в Африці, але солдати були лояльні Галерію. Побоюючись повстання африканських легіонів, 308 року Максенцій надіслав Александру вимогу видати йому сина вікарія у ролі заручника. Відомо, що у той час Александр був уже в похилому віці. Утім, він відмовився видати імператору сина і перекрив поставки зерна із своєї провінції. Армія проголосила його августом.
Під контролем імператора залишалися території у Північній Африці (сьогоднішні Алжир, Туніс і захід Лівії), а також Сардинія. Існує версія, що Александр об'єднався разом із Костянтином проти Максенція. Утім, повстання колишнього вікарія тривало недовго. Послані проти нього Максенцієм префект преторія Руфій Волузіан і Зенат розгромили нечисленне військо Александра, яке, скоріше всього, не чинило відчайдушного опору. Сам узурпатор був захоплений військами супротивника і задушений. У більшості його прихильників Максенцій конфіскував майно. Дата закінчення правління Александра невідома точно, але дослідники вбачають найімовірнішими 309 або 311 рік.